# Rue de l'Abbé-Papon
La rue de l'Abbé-Papon est une voie de circulation publique du quartier d'Alaï dans le 5e arrondissement de Lyon, en France.

## Situation
D'orientation nord-sud, la rue de l'Abbé-Papon relie la rue Joliot-Curie au nord à la route de Brignais, dans les communes voisines de Francheville et Tassin-la-Demi-Lune au sud, sur le carrefour servant d'extrémité ouest à la rue de la Garenne. Elle est la plus occidentale des rues de Lyon, a l'extrémité ouest du 5e arrondissement.

## Accessibilité
La rue et le quartier d'Alaï sont desservis par les lignes de bus des transports en commun de Lyon     et par le tram-train de l'Ouest lyonnais à la gare d'Alaï.

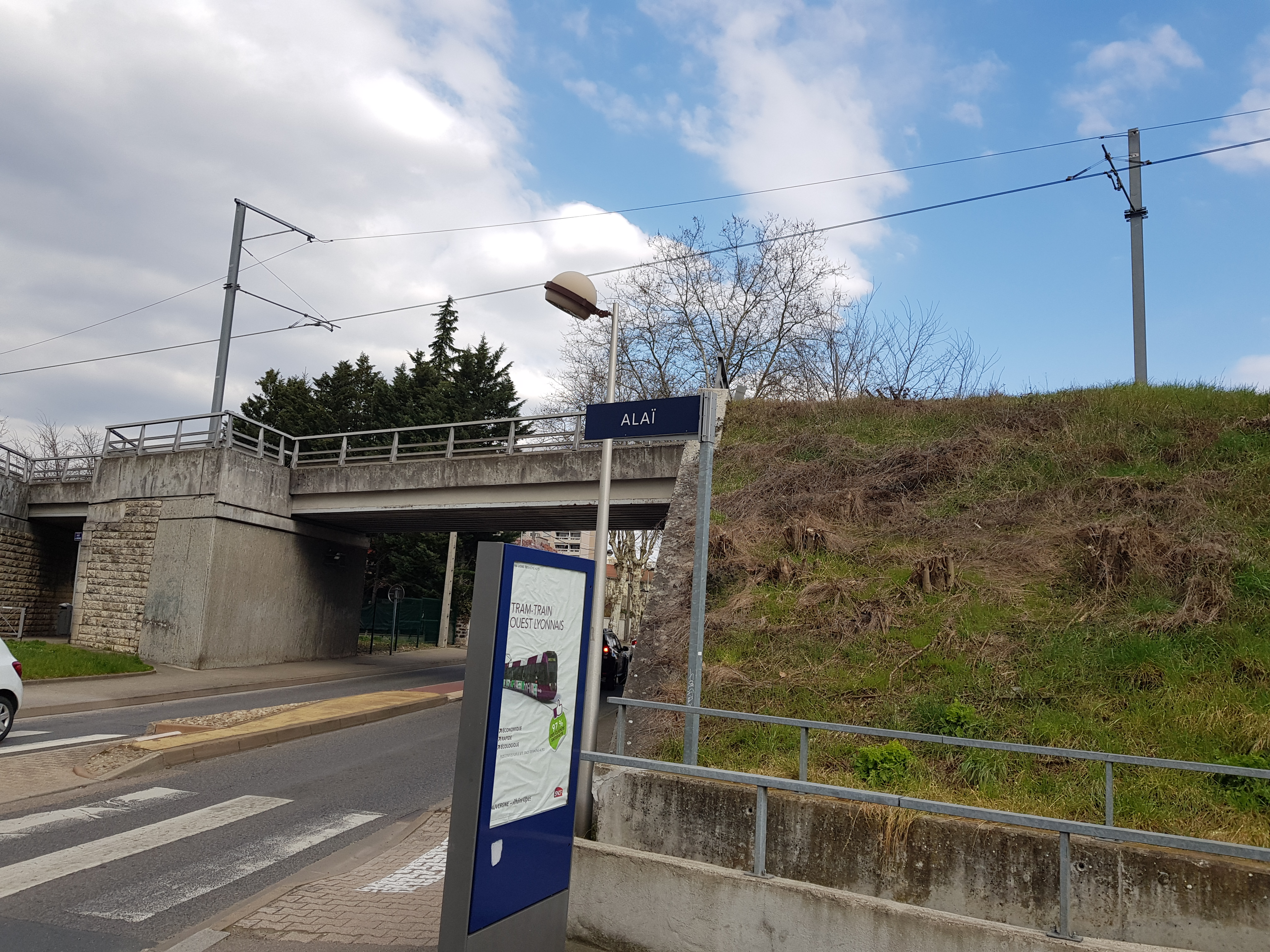
La gare d'Alaï du tram-train de l'Ouest lyonnais.
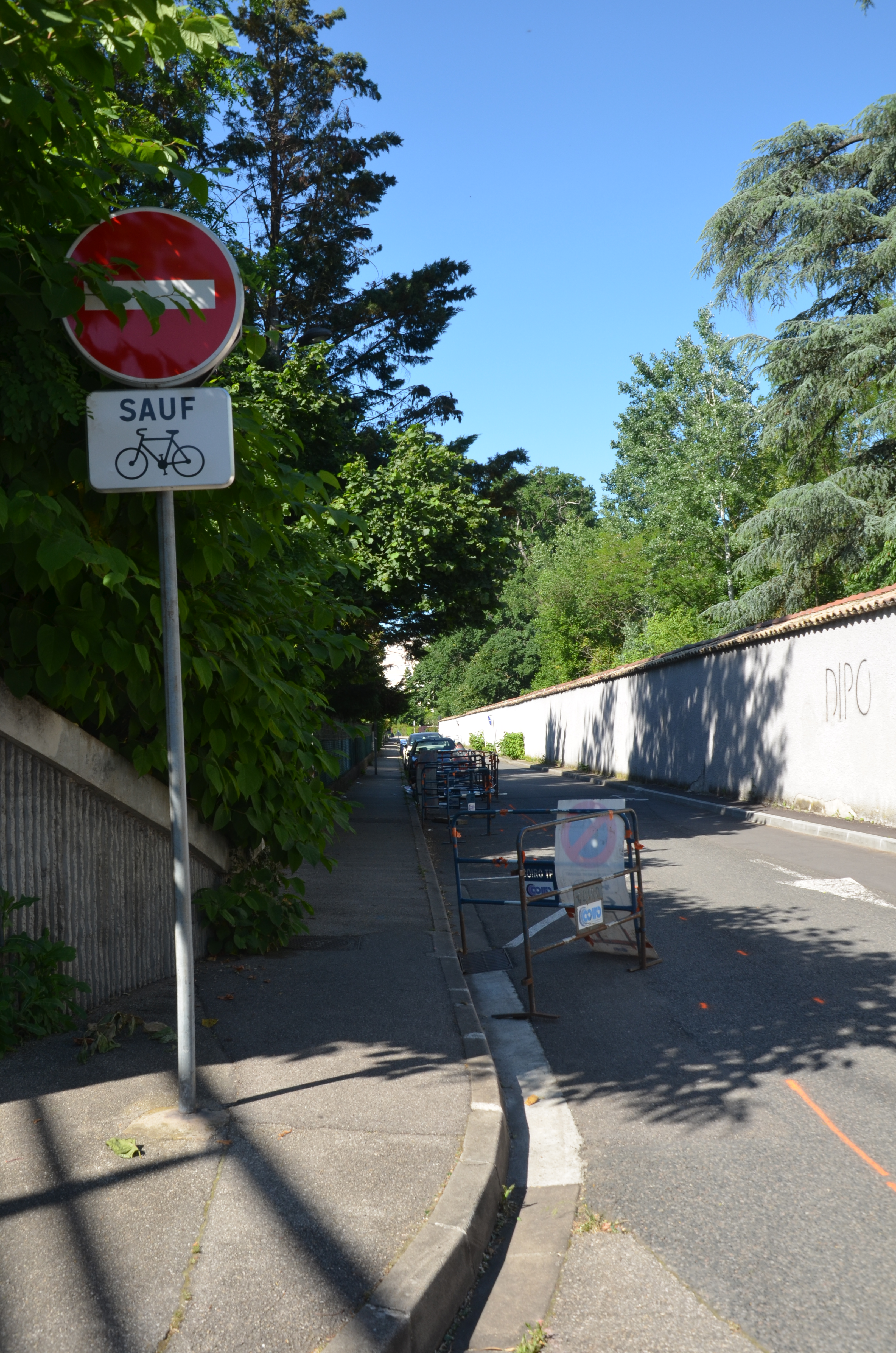
La rue vue du sud en mai 2020, la rue est en sens unique depuis le nord. Ici, la permission du contresens cyclable.

## Odonymie
Elle porte le nom de Jean-Antoine Papon (1868-1924), fondateur du sanatorium de Notre-Dame-de-Lourdes à Lyon, et d'un autre à Saint-Genis-l'Argentière.

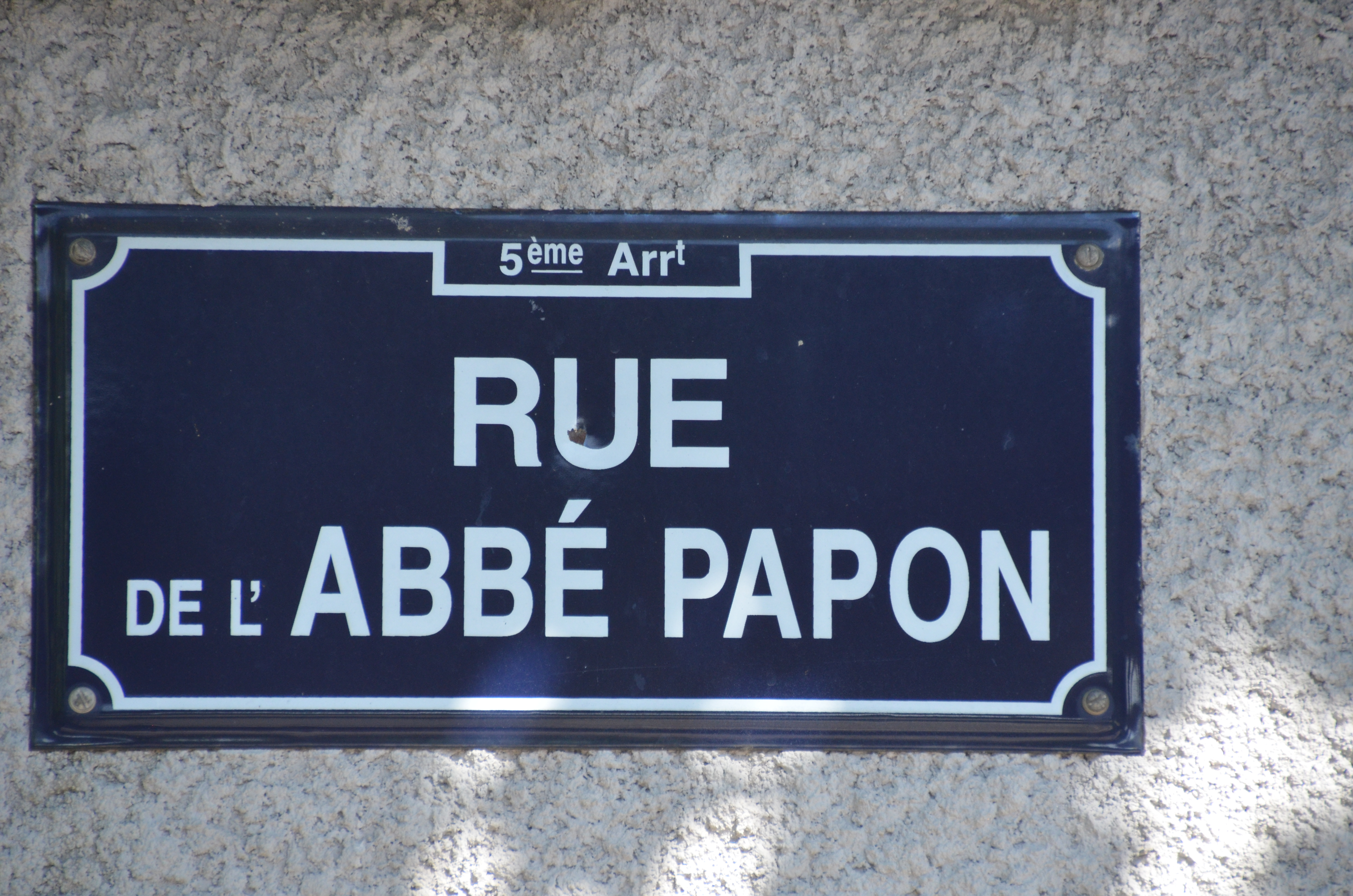
Plaque de rue, en mai 2020.

## Histoire
Dès 1868, le nom de chemin de la Petite-Garenne est attesté. La rue de la Garenne, tenant sud de la rue de l'Abbé-Papon tire son nom d'un domaine, mais n'est attesté que depuis 1882. Elle se voit attribuer son nom actuel par délibération du conseil municipal de Lyon le 2 août 1948. 

## Description
Au numéro 1 se trouve le comité d'intérêt local La Plaine - Lyon 5e. Les numéros impairs, de 1 à 23, sont constitués par les immeubles d'une même résidence autour d'une allée privée tandis que les numéros pairs, de 4 à 10 sont des villas dont les jardins sont situées en contrebas des voies de la gare d'Alaï du tram-train de l'Ouest lyonnais. Le sens de circulation automobile se fait du nord vers le sud et présente un contresens cyclable avec un marquage spécifique au sol.

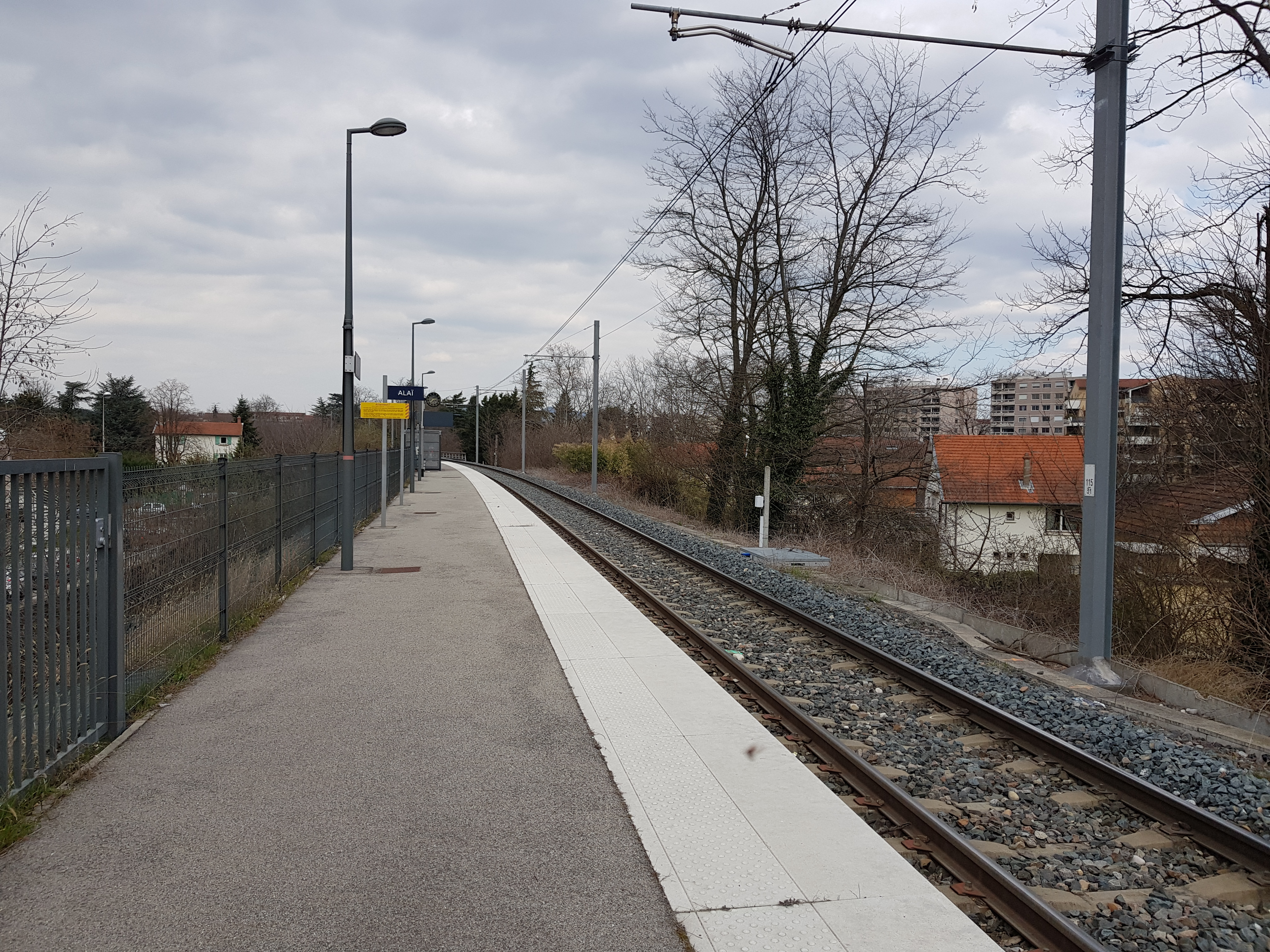
La gare d'Alaï, vue vers le nord. En second plan, la villa aux murs blancs du numéro 8, rue de l'Abbé-Papon. À l'extrémité droite de la photo, les toits de la villa du numéro 10 de la rue.
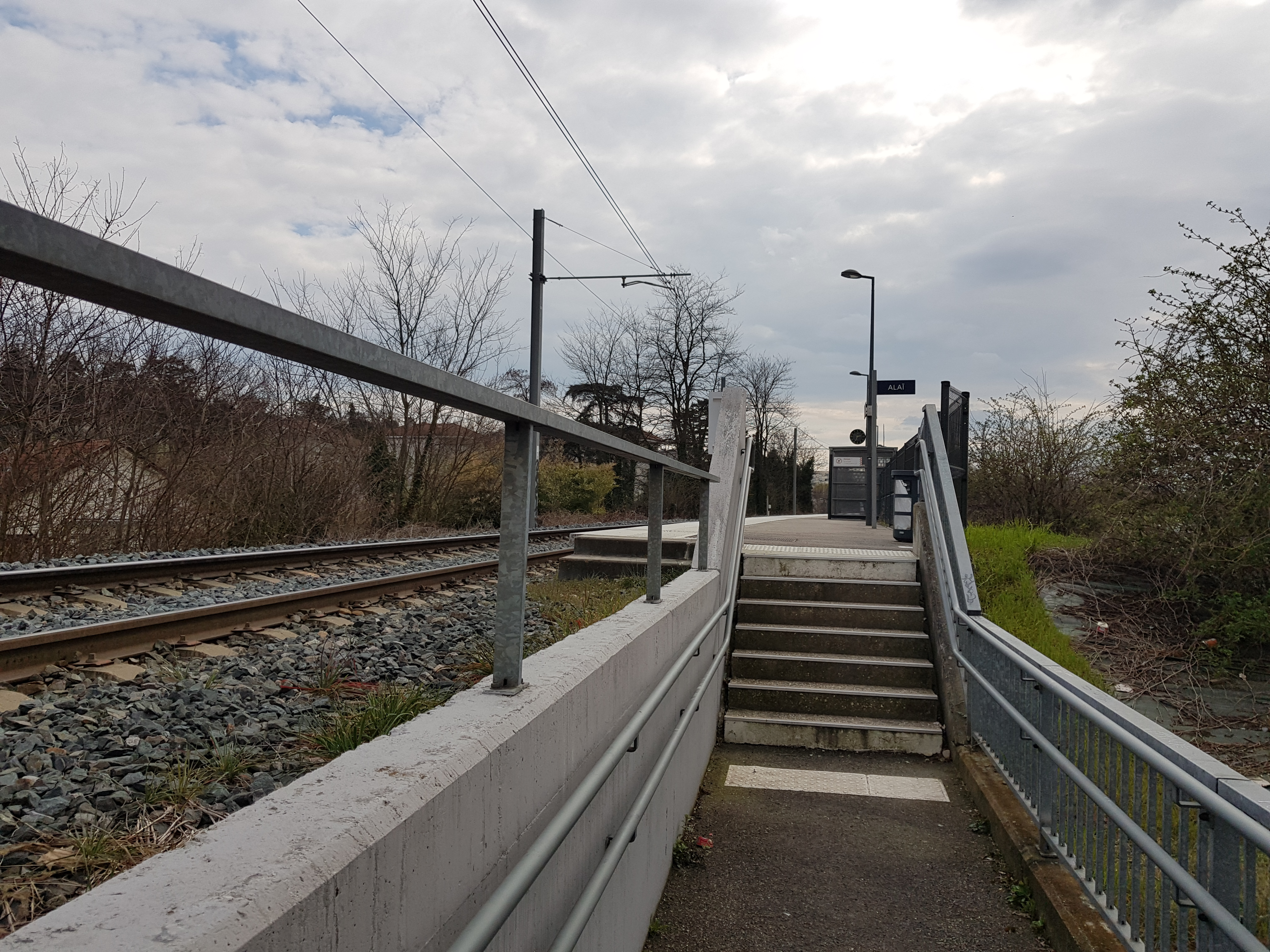
La gare d'Alaï, vue vers le sud. A gauche de la voie, l'arrière des jardins des villas de la rue de l'Abbé-Papon.
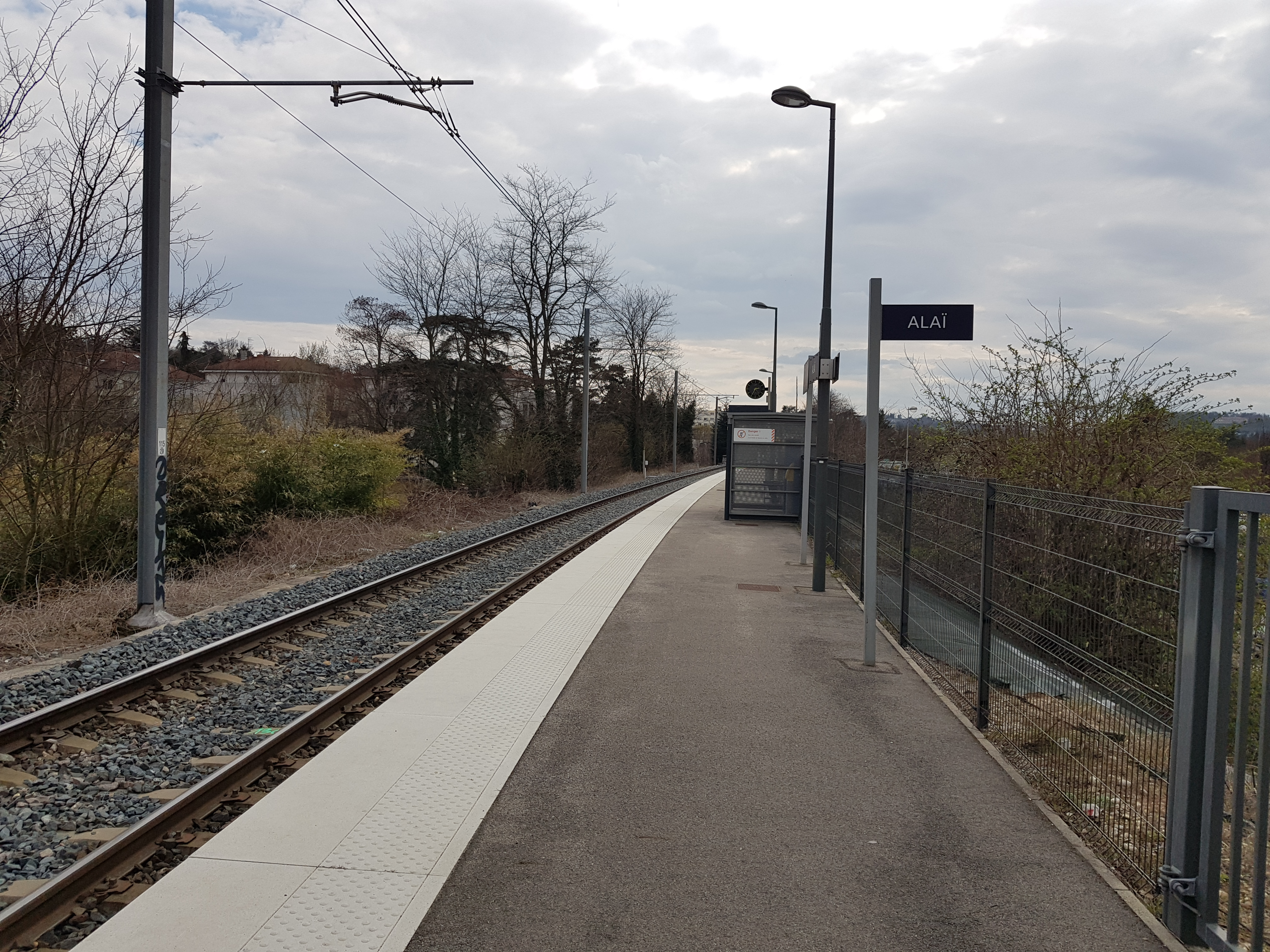
La gare d'Alaï, vue vers le sud. A gauche de la voie, l'arrière des jardins des villas de la rue de l'Abbé-Papon.
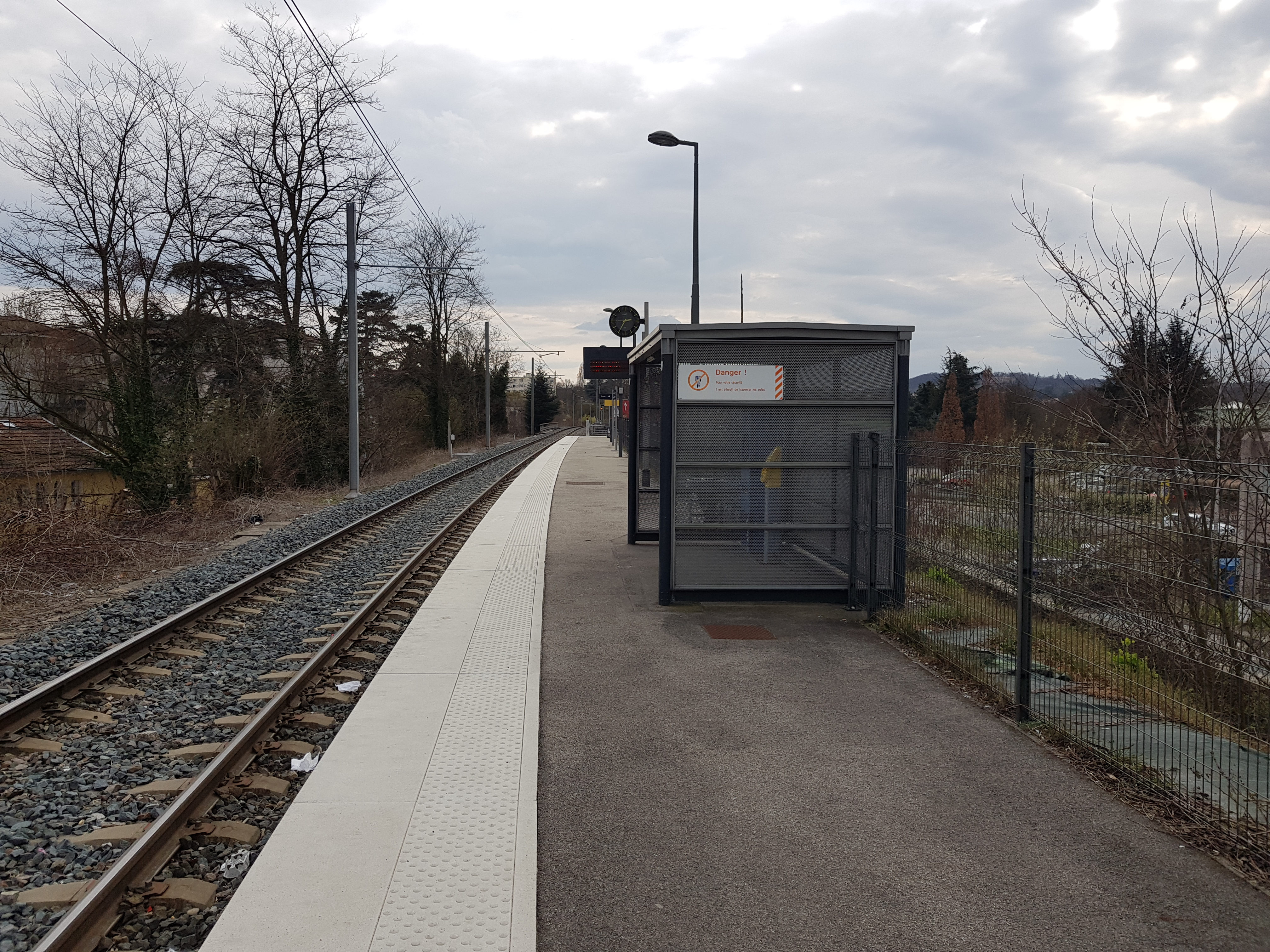
La gare d'Alaï, vue vers le sud. A gauche de la voie, l'arrière des jardins des villas de la rue de l'Abbé-Papon.
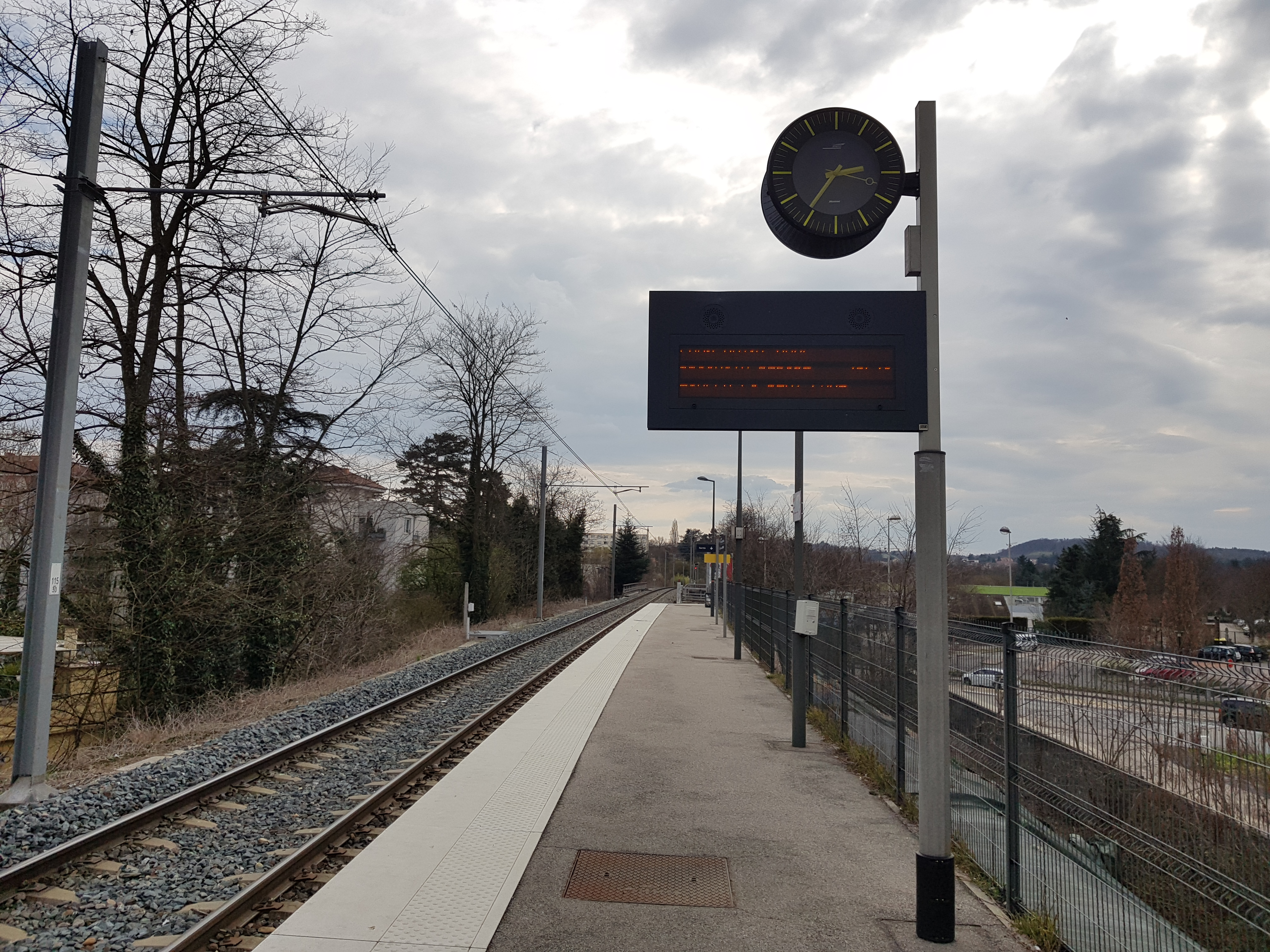
La gare d'Alaï, vue vers le sud. A gauche de la voie, l'arrière des jardins des villas de la rue de l'Abbé-Papon.
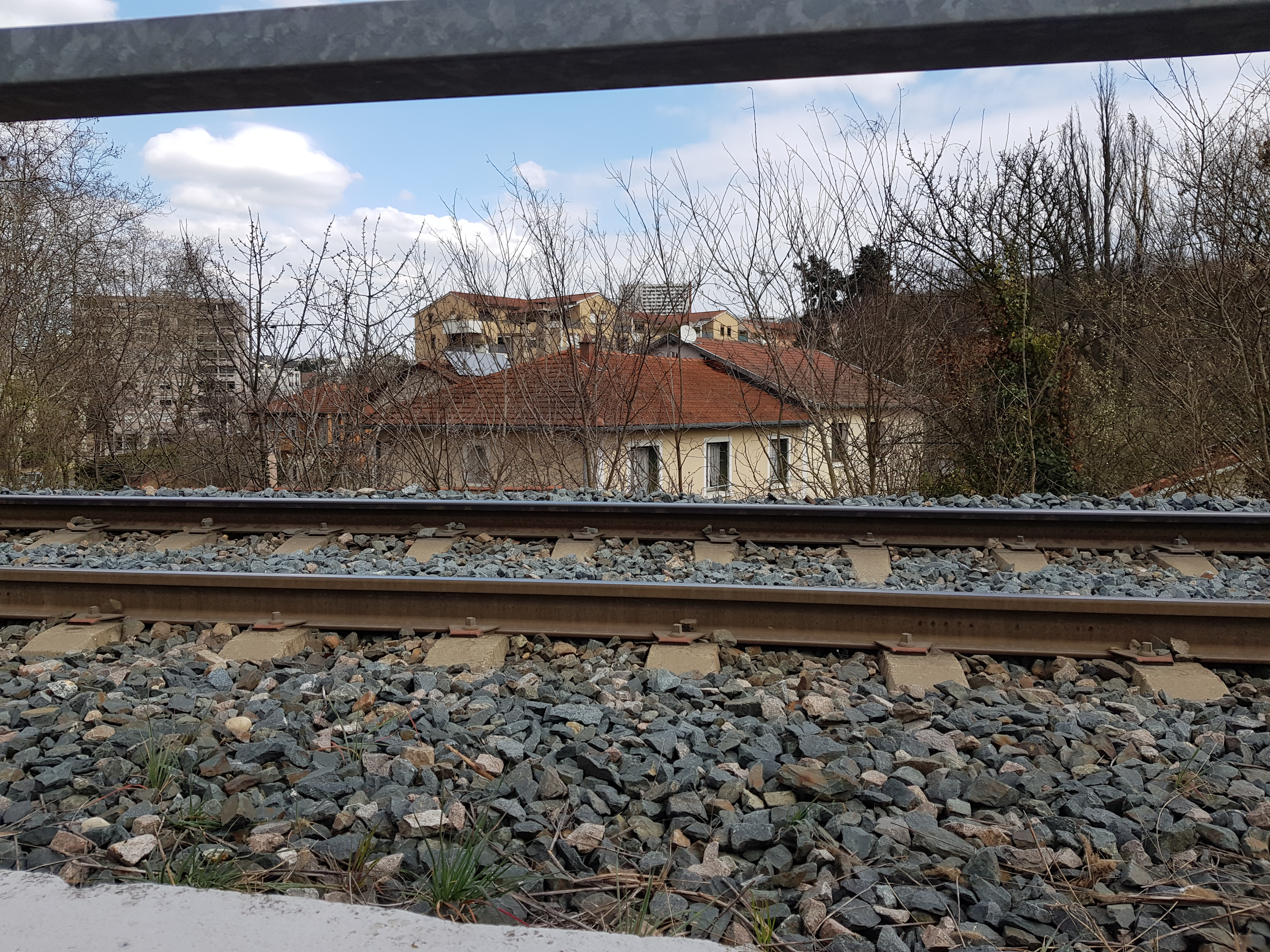
Au premier plan, une voie du tram-train de l'Ouest lyonnais de la gare d'Alaï, au second plan, la villa du numéro 4 de la rue de l'Abbé-Papon, et en arrière-plan au centre, le premier immeuble des numéros impairs 1 à 23.